# Susanna Grann
Susanna Grann (früherer Name: Christina Günther, * 1962 in Möckmühl) ist eine deutsche Schriftstellerin.

## Leben
Susanna Grann absolvierte eine Lehre als Buchbinderin in Ludwigsburg und ging danach nach Wuppertal, wo sie 16 Jahre in diesem Beruf tätig war. Seit 1990 ist sie schriftstellerisch tätig. 1993 nahm sie am 
Ingeborg-Bachmann-Wettbewerb in Klagenfurt teil. Seit 1998 lebt sie in Berlin.
Susanna Grann ist Verfasserin von Romanen und Erzählungen.
Susanna Grann erhielt u. a.  1992 den Walter-Serner-Preis, 1993 ein Arbeitsstipendium des Landes Nordrhein-Westfalen, 1997 ein Aufenthaltsstipendium des Berliner Senats und ein Stipendium des Künstlerdorfes Schöppingen, 2000 ein Stipendium der Kunststiftung Baden-Württemberg sowie 2003 ein Heinrich-Heine-Stipendium des Literaturbüros Lüneburg.

## Werke
- Nahe der Grenze, Paderborn 1994 (unter dem Namen Christina Günther)
- Menschliche Bestrafung, Paderborn 1995 (unter dem Namen Christina Günther)
- Weit von hier, Zürich 1999